# کیچو (دوره)
کیچو (به ژاپنی: 慶長 Keichō) یکی از دوره‌های ژاپنی بعد از بونروکو و قبل از گننا. این دوره از اکتبر ۱۵۹۶ تا ژوئیه ۱۶۱۵ ادامه داشت. در این دوره امپراتور گو-یوزی و امپراتور گومیزونو سلطنت کردند.

## رویدادهای عصر «کیچو»

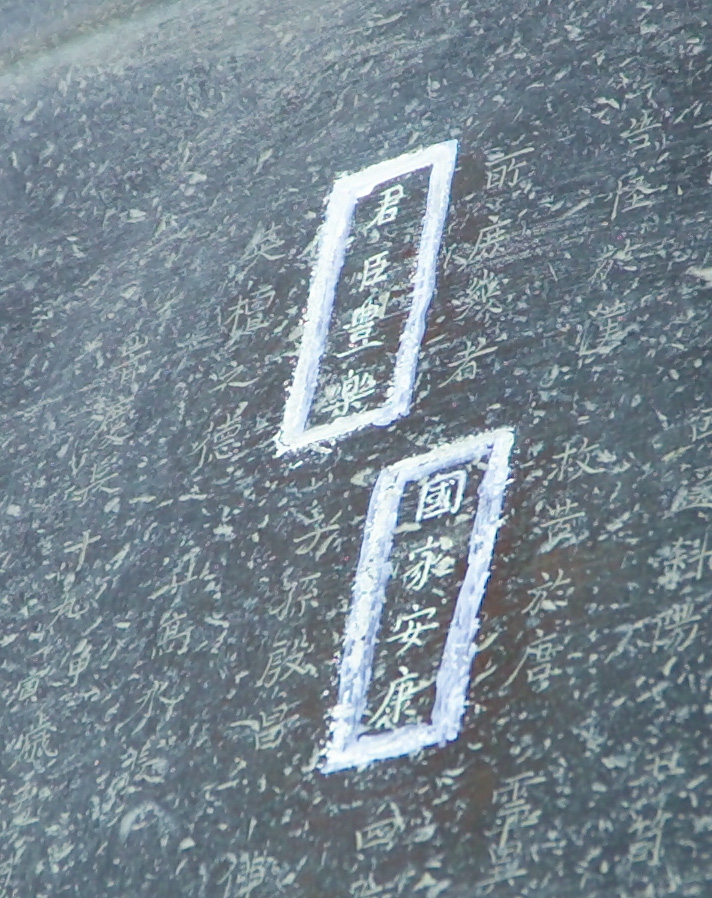
کتیبه روی زنگ در معبد هوکو در کیوتو

- ۱۵۹۶ (کیچو ۱): تهاجم ژاپن به کره (۱۵۹۸–۱۵۹۲) (تهاجم به کره (کشور)).
- '۱۸ سپتامبر ۱۵۹۸ (کیچو ۳, روز هیجدهم از ماه هشتم): تویوتومی هیده‌یوشی در سن ۶۳ سالگی در قلعه فوشیمی خود درگذشت.[۱]
- '۲۱ اکتبر ۱۶۰۰ (کیچو ۵, روز پانزدهم از ماه نهم): نبرد سکیگاهارا. خاندان توکوگاوا و متحدانش قاطعانه همه مخالفان را شکست می‌دهند.[۱]
- '۱۵ ژانویه ۱۶۰۲ (کیچو ۷، ۲۴ روز ماه یازدهم): آتش‌سوزی در مجموعه معبد معبد هوکو در کیوتو توسط بی احتیاطی کارگران  ایجاد شد. و تصویر بزرگ بودا و ساختاری که مجسمه را در خود جای داده است (دای بوتسو-دن) توسط شعله‌های آتش سوخته شد.[۲]
- ۱۶۰۳ ('کیچو ۸'): توکوگاوا ایه‌یاسو به «شوگون» تبدیل شد، که عملاً آغازی می‌شود که شوگون‌سالاری توکوگاوا. تویوتومی هیده‌یوری در میاکو دایجوکان به نای‌دایجین ارتقا یافت.[۳]
- '۱۶۰۴–۱۶۰۶ (کیچو ۹–۱۱): توکوگاوا ایه‌یاسو بازسازی زیارتگاه سنگن در پایگاه کوه فوجی در ولایت سوروگا در وفای به عهد و سپاسگزاری از کمک «کامی» در طول نبرد سکیگاهارا در سال 1600.[۴]
- '۱۶۰۵ (کیچو ۱۰): توکوگاوا هیده‌تادا پس از «بازنشستگی» پدرش از سمت «شوگون»، جانشین «شوگون» شد.
- ۱۶۰۵ (کیچو ۱۰): اولین نقشه رسمی ژاپن در این سال سفارش داده شد و در سال ۱۶۳۹ در مقیاس ۱:۲۸۰۰۰۰ تکمیل شد.[۵]
- '۲۳ ژانویه ۱۶۰۵ (کیچو ۱۰، روز پانزدهم ماه دوازدهم): یک جزیره آتشفشانی جدید، Hachijōko-jima، از دریا در کنار جزیره Hachijō پدید آمد. (八丈島, Hachijō-jima؟) در جزایر ایزو (伊豆諸島, Izu-shotō؟) که به سمت جنوب و شرق از شبه جزیره ایزو امتداد دارند.[۳]
- '۱۶۰۶ (کیچو ۱۱): ساخت و ساز در قلعه ادو آغاز شد.[۳]
- ۱۶۰۷ (کیچو ۱۲): ساخت و ساز در قلعه سونپو در ولایت سوروگا آغاز شد. و سفیری از چین با درود برای امپراتور ژاپن وارد شد.[۳]
- ۱۶۰۹ (کیچو ۱۴): حمله به ریوکیو توسط خاندان شیمازو دایمیو از قلمرو ساتسوما.[۳]
- '۲۴ اوت ۱۶۰۹ (کیچو ۱۴، ۲۵ روز از ماه ششم): گذرنامه تجاری (handelpas) صادر شده به شرکت هند شرقی هلند به نام ایه‌یاسو توکوگاوا.
- '۱۵ نوامبر ۱۶۱۰ (کیچو ۱۵، ۳۰ روز نهم ماه): تویوتومی هیده‌یوری حامی مالی کاری است که برای بازسازی معبد هوکو در راستای برنامه‌هایی که از زمان پدرش آغاز شده بود و این شامل بازسازی دایبوتسوی کیوتو در برنز برای جایگزینی مجسمه چوبی سوخته بود. در این زمان، هیده‌یوری همچنین تصمیم می‌گیرد که یک زنگ بزرگ برنزی را سفارش دهد.[۶]
- '۲۰ مه ۱۶۱۰ (کیچو ۱۵، روز بیست و هفتم ماه سوم): هیده‌یوری برای بازدید از شوگون سابق توکوگاوا ایه‌یاسو به کیوتو آمد. و در همان روز امپراتور ژاپن به نفع پسرش ماساهیتو استعفا می‌دهد.[۳] امپراتور گو-یوزی کناره‌گیری می‌کند؛ و پسرش جانشین او می‌شود.
- ۱۶۱۱ (کیچو ۱۶): امپراتور گومیزونو رسماً به تاج و تخت می‌پیوندد (سوکوی).
- '۱۶۱۳ (کیچو ۱۸): در سال‌های ۱۶۱۳ تا ۱۶۲۰، هاسه‌کورا تسونه‌ناگا در رأس یک مأموریت دیپلماتیک به سریر مقدس در رم، از طریق اسپانیای نو سفر کرد. (ورود به آکاپولکو، گررو و خروج از وراکروز) و بازدید از بندرهای مختلف اروپا. این مأموریت تاریخی، گروه اعزامی کیچو، (慶長使節) نامیده می‌شود.[۷] در سفر برگشت، هاسه‌کورا و همراهانش مسیر خود را دوباره دنبال کردند. در سراسر مکزیک در سال ۱۶۱۹، با کشتی از آکاپولکو به مانیل، و سپس با کشتی به شمال به ژاپن در سال 1620.[۸] این به‌طور متعارف اولین سفیر ژاپن در قاره آمریکا و در اروپا در نظر گرفته می‌شود.[۹]
- '۱۶۱۴ (کیچو ۱۹): محاصره زمستانی اوساکا. «شوگون» هیده‌یوری را شکست داد و قلعه اوساکا را آتش زد و سپس برای زمستان به ادو بازگشت.[۱۰]
- '۲۴ اوت ۱۶۱۴ (کیچو ۱۹، روز نوزدهم ماه هفتم): زنگ جدید برنزی برای Hōkō-ji با موفقیت ریخته شد[۱۱] اما علی‌رغم برنامه‌ریزی مراسم تقدیم، ایه‌یاسو هرگونه اقدام دیگری در مورد ناقوس بزرگ را ممنوع کرد:

"[T] لوح بالای دایباتسو-دن و ناقوس کتیبه "Kokka ankō"" (به معنی "کشور و خانه، صلح و آرامش") داشت و در این هنگام توکوگاوا ایه‌یاسو تحت تأثیر قرار گرفت. umbrage، با این ادعا که برای شخصیت 安 ("an"، "صلح") بین دو حرف کانجی که نام خود را می‌سازند قرار داده شده است. 家康 (ka-kō, آرامش در خانه") [با ظرافت نشان می‌دهد که شاید تنها با تجزیه ایه‌یاسو می‌توان به صلح دست یافت؟] … این اتفاق کتیبه البته یک بهانه صرف بود، اما ایه‌یاسو متوجه شد که تا زمانی که هیده‌یوری زنده باشد نمی‌تواند از قدرت لذت ببرد و تصمیم گرفت قدرت را غضب کند. در نتیجه، اگرچه این هیده‌یوری بیش از یک بار کاتاگیری کاتسوموتو را با عذرخواهی فراوان به قلعه سونپو فرستاد، ایه‌یاسو از آرام شدن خودداری کرد.
- ' ۱۸ اکتبر ۱۶۱۴ (کیچو ۱۹, روز بیست و پنجم از سال دهم ): زلزله شدیدی کیوتو را لرزاند.[۱۰]
- '۱۶۱۵ (کیچو ۲۰): محاصره تابستانی اوساکا آغاز می‌شود.

### تحولات عصر

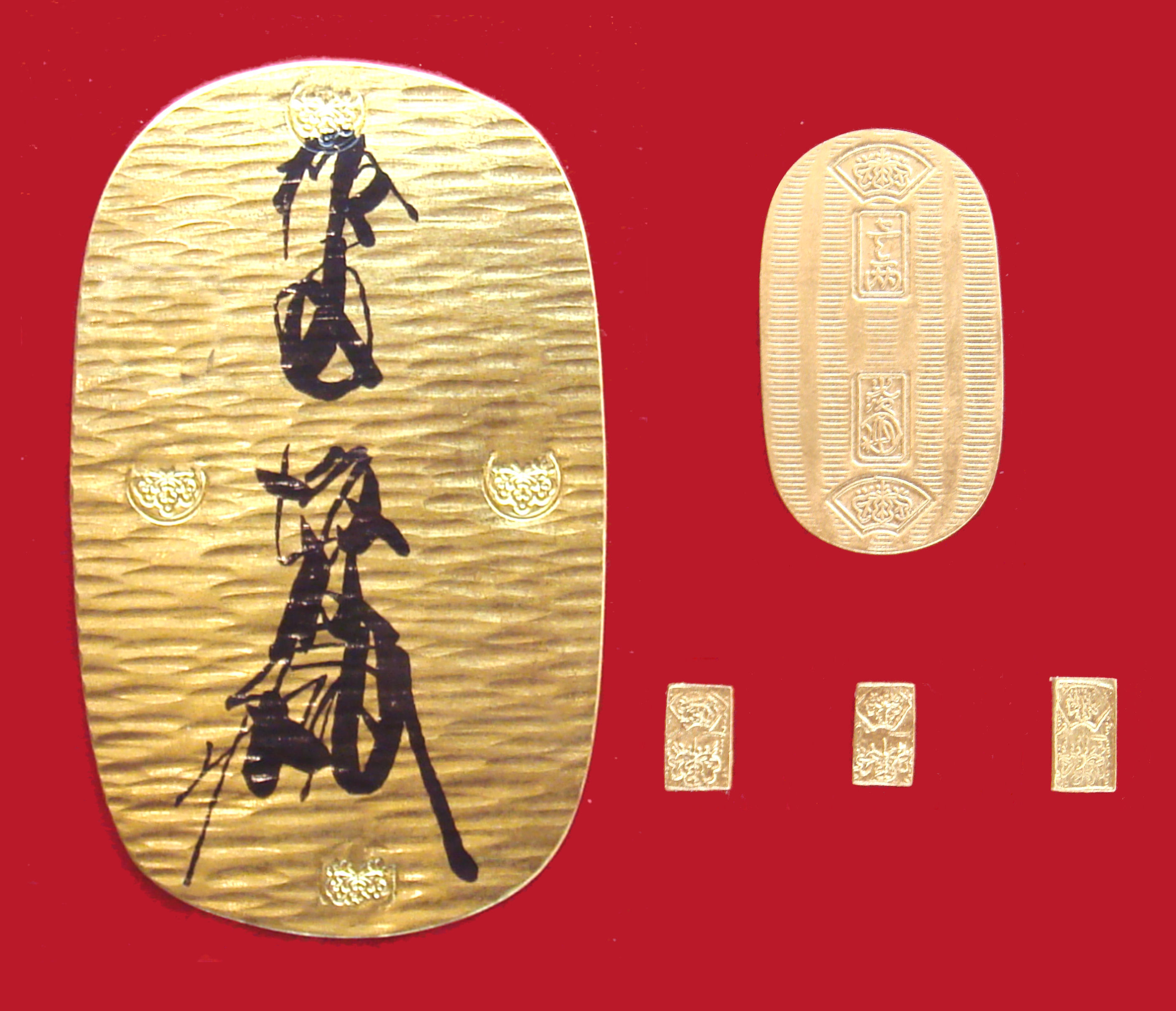
سیستم ضرب سکه توکوگاوا: اوبان (سکه طلا)، کوبان (سکه طلا)، ایچیبوبان (۱۶۰۱–۱۶۹۵)

- سکه‌های مس، نقره و طلا به نام "کیچو-tsūhō" در عصر "کیچو" منتشر شد که به یکپارچگی سیستم پولی کمک کرد.[۱۳]
- "کیچو-chokuhan" که "کیچو shinkoku-bon" نیز نامیده می‌شود، انتشارات امپراتوری بودند که در دوران "کیچو" به دستور امپراتور گو-یوزی تولید و با حروف متحرک چاپ می‌شدند. که از پادشاهی چوسان در شبه جزیره کره وارد شده بود.[۱۴]
- "کیچو no katsuji-ban" نام عمومی اولین آثاری بود که با حروف متحرک در دوران "کیچو" چاپ شدند.[۱۵]
- چیزهای شنیده شده و دیده شده در دوران کیچو (کیچو kemmon-shū) همچنین به نام "Kembun-shū" کتابی بود، مجموعه ای از داستان‌ها و حکایات گردآوری شده توسط میئورا جوشین (1565-1644).[۱۶]